# Imphal West
Imphal West är ett distrikt i Indien.   Det ligger i delstaten Manipur, i den östra delen av landet, 1 600 km öster om huvudstaden New Delhi.